# Mimagyrta abdominalis
Mimagyrta abdominalis är en fjärilsart som beskrevs av Rothschild 1912. Mimagyrta abdominalis ingår i släktet Mimagyrta och familjen björnspinnare. Inga underarter finns listade i Catalogue of Life.